# Euphrasia nankotaizanensis
Euphrasia nankotaizanensis är en snyltrotsväxtart som beskrevs av Yoshimatsu Yamamoto. Euphrasia nankotaizanensis ingår i släktet ögontröster, och familjen snyltrotsväxter. Inga underarter finns listade i Catalogue of Life.